# Харьковская психологическая школа
Ха́рьковская психологи́ческая шко́ла — группа психологов и система неформальных личных связей между специалистами в целом ряде психологических и смежных с ними дисциплин (напр., психиатрия, социальная гигиена, психогигиена, рефлексология, психотехника и прикладная психофизиология, педагогика, педология и т. п.), которые начиная с 1920-х гг. работали в научных учреждениях Харькова. Одну из подгрупп исследователей, работавших в Харькове, составляли московские участники круга Выготского, на сравнительно непродолжительное время переехавшие из Москвы в Харьков, и их местные сотрудники, налаживавшие собственно психологическую работу в столице Советской Украины. Зачастую под «Харьковской психологической школой» понимают именно эту подгруппу исследователей. Иногда это выражение используется для обозначения участников так называемого «Круга Выготского» и их сотрудников не только в самом Харькове, но даже и за его пределами, напр. в Москве и Ленинграде, что с точки зрения современной историографии представляется несколько неправомерным, а более широкий коллектив сотрудников и последователей Выготского предлагается обозначать как «Круг Выготского» или, точнее, «Круг Выготского — Лурии». В некоторых источниках деятельность группы психотерапевтов в Харькове выделяется в самостоятельную так называемую «Харьковскую психотерапевтическую школу». Тем не менее в последних работах подчёркивается взаимосвязанность и внутреннее единство всех этих разнообразных психотехнических, психотерапевтических и психологических исследований и практик, которые закономерно рассматриваются как единый культурно-исторический исследовательско-прикладной проект.

## Харьковская психологическая школа: 1920-e — начало 40-х
Развитие психологических исследований в Харькове началось задолго до основания там психологической школы и проходило по таким основным направлениям и под эгидой таких прикладных научных направлений, как рефлексология, педология, психоанализ, психогигиена и психотерапия, дефектология, психотехника и собственно психология.

### Начало прикладных психологических исследований: психотехника, 1920-е
История прикладной психологии в Украинской ССР начинается с создания научно-исследовательской группы в составе Харьковского (Всеукраинского) института труда (А. И. Розенблюм, М. Ю. Сыркин, Ф. Р. Дунаевский и др.). В 1920-е гг. ХИТ проводились широкие исследовательские проекты в области психологического тестирования, структуры интеллекта, профориентации Тем не менее, несмотря на успех ранних проектов 1920-х годов, в 1929 г. институт был подвергнут реорганизации, в результате чего психологические научные группы и лаборатории передавались Харьковскому институту гигиены труда и профзаболеваний, а остальные структурные подразделения отошли к также новообразованному Всеукраинскому институту рационализации управления (1930—1934; Всеукраїнський інститут раціоналізації управління Народного комісаріату Робітничо-селянської інспекції УРСР, м. Харків). Всеукраинский институт рационализации управления был закрыт в 1934 г., а Харьковский институт гигиены труда и профзаболеваний существует и по сей день.

### На стыке психологии и медицины: психотерапия, 1920—1930-е
В то же время в Харькове, в городе с богатыми и давними традициями медицинских исследований, активно развивается и медицинская (клиническая) психология на базе психиатрических, терапевтических, психотерапевтических, психопрофилактических и психогигиенических заведений, в 1932 году объединившихся в Украинскую психоневрологическую академию (УПНА). Лидером психотерапевтических исследований в Харькове с начала 1920-х становится бывший ученик В. М. Бехтерева К. И. Платонов и его ученики и последователи И. З. Вельвовский, П. П. Истомин, Е. С. Катков, 3. А. Копиль-Левина, А. Н. Мацкевич, Е. А. Попов, А. Н. Мацкевич, И. М. Аптер, А. М. Цынкин, Р. Я. Шлифер и др.. В частности, в серии публикаций того времени был убедительно продемонстрирован огромный потенциал применения методов гипноза и суггестии в терапии и акушерстве.

### Дефектология: на стыке психологии, медицины и педагогики, 1920—1930-е
Ещё одна междисциплинарная область исследований и практическая деятельность, известная под названием «дефектология» и связанная с проблемами психического роста и развития физически и (или) умственно отсталых детей, развивалась в Харькове с начала 1920-х годов. Уникальный психолого-медицинско-педагогический инновационный эксперимент проходил по инициативе и под руководством выпускника бехтеревского Психоневрологического института И. А. Соколянского и его сотрудников (напр., В. П. Протопопова, ещё одного бывшего ученика В. М. Бехтерева), которые разрабатывали методики воспитания и обучения глухонемых, слепых и слепоглухонемых детей. Теоретическое обоснование своим исследованиям харьковские дефектологи находили в теоретических работах Бехтерева, то есть в русле бехтеревской версии марксистской психологии, которую он продвигал под названием «рефлексология». Самый известный из его воспитанников того времени — Ольга Скороходова. Исследования проходили на базе Украинского научно-исследовательского института педагогики и несколько замедлились после ареста Соколянского в декабре 1933 года (вышел на свободу по ходатайству Горького в марте 1934 г.). Значительно сократился объём дефектологических исследований после второго ареста (октябрь 1937 — май 1939) и переезда Соколянского из Харькова в Москву в 1939 г..

### Собственно психология: УПНА и ХГПИ, 1930-е
В начале 1930-х на работу в УССР была приглашена группа московских психологов, сотрудников Выготского (А. Р. Лурия, М. С. Лебединский и А. Н. Леонтьев), которые возглавили основанный в Харькове сектор психологии в Украинском психоневрологическом институте в конце 1931 г. (менее чем год спустя, в 1932 г. институт вошёл в состав Украинской психоневрологической академии, УПНА). В период 1932—1936 г. организационной базой всей психологии в Харькове был Сектор психологии УПНА под руководством Лурии (впоследствии, с 1934 г. — Л. Л. Рохлина), который включал в себя отделы общей (заведующий отделом — Гальперин), клинической (завотделом — Лебединский) и генетической (то есть детской и возрастной; завотделом — Леонтьев) психологии. Вскорости к этим исследователям присоединились переехавшие из Москвы А. В. Запорожец, Т. О. Гиневская, Л. И. Божович и местные молодые исследователи, выпускники и аспиранты харьковских педагогических (П. И. Зинченко, В. И. Аснин и Г. Д. Луков) и медицинских (П. Я. Гальперин и Ф. В. Бассин) учебных заведений. Также в состав этой группы вошёл активный представитель и один из лидеров психотехнического движения в Советской Украине А. И. Розенблюм. Несколько позднее в коллектив психологов влились новые сотрудники: К. Е. Хоменко, В. В. Мистюк, Л. И. Котлярова, Д. М. Дубовис-Арановская, Е. В. Гордон, Г. В. Мазуренко, О. М. Концевая, Т. И. Титаренко (все — исследователи в области детской и возрастной психологии). Леонтьев в своей автобиографии указывает, что в 1936—1937 годах Харьковская группа его сотрудников (отдел генетической психологии Сектора психологии УПНА) насчитывала 15 человек. Основные направления исследований довоенного периода этой группы включали эмпирические исследования таких разнообразных психических явлений и процессов, таких психических действий, как:
- простейшие орудийные действия ребёнка (Гальперин);
- сенсорные действия, в том числе цветочувствительность кожи ладони (Аснин, Запорожец, Леонтьев);
- двигательные навыки, в том числе формируемые неосознанно (Аснин);
- умственные действия, формируемые в контексте наглядно-действенного и логического мышления (Аснин, Запорожец, Хоменко);
- формирование образа в условиях активного и пассивного осязания (Гиневская, Котлярова);
- мнемические действия при произвольном и непроизвольном запоминании (Зинченко);
- генезис эстетического восприятия у детей (Арановская, Запорожец, Хоменко, Концевая, Титаренко);
- осознание речи в процессах игры у дошкольников (Луков);
- формирование понятийного мышления у детей (Концевая).

Также, с другой стороны, в отделе клинической психологии в составе Сектора психологии помимо Лурии, Лебединского, Гальперина, Запорожца и Бассина работали Е. И. Артюх, Г. И. Волошин и Е. Н. Козис.
Представители этой группы продуктивно и в то же время критически развивали идеи Л. С. Выготского в 30-е гг. (в 1931—1941 гг.) в ряде учебных и научных учреждений Харькова, таких как Украинская психоневрологическая академия (УПНА, в прошлом Украинский научно-исследовательский психоневрологический институт), Украинский научно-исследовательский институт педагогики (УНДИП), Харьковский государственный педагогический институт им. Г. С. Сковороды (ХГПИ), Харьковский педагогический институт иностранных языков (ХГПИИЯ). Лурия и Леонтьев принимали непосредственное участие в работе группы в период с 1931 вплоть до 1934 г., когда они оба окончательно вернулись в Москву. На протяжении некоторого времени после своего отъезда (в 1934—1936 гг.) Леонтьев формально продолжал занимать ряд руководящих должностей в исследовательских и образовательных организациях в Харькове. После отъезда Лурии клинические психологические исследования на базе УПНА продолжались под руководством Лебединского. С другой стороны, руководство исследованиями по педагогической и возрастной психологии на базе Харьковского государственного педагогического института (ХГПИ) взял на себя Запорожец (официально принял заведование кафедрой психологии педагогического института в 1938 г.).

### Кросс-дисциплинарные и транснациональные проекты
Несмотря на кажущееся резкое разделение между психологами, которые чаще всего ассоциировались с детской, возрастной и педагогической психологией (Лурия, Лебединский, Леонтьев и их сотрудники), и, с другой стороны, психогигиенистами и психотерапевтами, которые были представлены специалистами биомедицинских дисциплин (Рохлин, Платонов, Вельвовский и др.), целый ряд исследований проводился на стыке этих двух областей. Так, например, будущий известный психолог П. Я. Гальперин в середине 1920-х принял участие в исследовании внушения состояния сытости пациентам с болезнями желудочно-кишечного тракта. В начале 1930-х годов группа психотерапевтов и клинических психологов проводила совместное исследование регрессии личности к более ранним стадиям развития в гипнотическом состоянии (совместное исследование Платонова, Лурии и Лебединского).
Также на стыке двух дисциплин — психологии и психотехники — в Харькове проходили исследования психологии деятельности человека во взаимосвязи с машиной, автомобилем. Целая серия прикладных психолого-психотехнических исследований восприятия изображений книжных иллюстраций детьми была проведена по договору с Харьковским книгоиздательством (исследования Хоменко, Мистюк, Гиневской, Рабиной и Дробанцевой), некоторые из этих исследований были опубликованы в 1939—1941 г.. Другим таким пограничным и междисциплинарным проектом было психологическое исследование детских интересов во Дворце пионеров и октябрят города Харькова и примыкающее к нему психологическое исследование в Парке им. Горького в Москве, проведённое силами объединённой харьковско-московской команды исследователей под руководством москвича Леонтьева и харьковчанина Розенблюма.
Благодаря интенсивному сближению исследователей группы советских психологов с группой исследователей круга Курта Левина в Германии и, с 1933 года, в Соединённых Штатах Америки, по инициативе А. Р. Лурии в Харькове в 1936 году планировалось проведение «левиновской конференции» (Lewin Symposium, «Topologische Meeting»), на которой советские исследователи должны были представить свои работы в духе топологической психологии Левина. По той или иной причине эта конференция ни в Харькове, ни где бы то ни было проведена не была, а, согласно традиционной историографии советской психологии, исследования этого периода легли в основание так называемой психологической теории деятельности. Научная деятельность этой пёстрой, но взаимосвязанной группы исследователей и практиков была прервана эвакуацией государственных учреждений в 1941 г. и, затем, оккупацией Харькова. Вследствие этого весь объём психологических исследований сократился, а сами исследования были переориентированы на нужды фронта во время Великой Отечественной войны (то есть проводились преимущественно клинические исследования в госпиталях в эвакуации). После окончания войны полномасштабные исследования представителей Харьковской школы в Харькове продолжились.

## Послевоенный период и до наших дней
Все исследования были прерваны с началом Великой Отечественной войны, эвакуацией государственных заведений и оккупацией Харькова. Таким образом, объём психологических исследований со второй половины 1940-х несколько сократился. После войны возобновились исследования и прикладная работа в области клинической психологии, психотерапии в акушерском деле, возрастной и педагогической психологии, а также теоретической и общей психологии на основе исследований процессов запоминания.
В области клинической психологии и психотерапии в послевоенный период начиная с конца 1940-х публикуются исследования, посвящённые разработкам немедикаментозного, гипносуггестивного метода обезболивания родов, проведённые И. З. Вельвовским и его сотрудниками в Харькове. Все эти исследования были основаны на довоенных разработках К. И. Платонова и его сотрудников, проведённых в традициях петербургских-петроградских-ленинградских исследований В. М. Бехтерева. Платонов подчёркивал преемственность довоенных — и даже дореволюционных — и, с другой стороны, послевоенных разработок: «В России пионером применения в хирургии внушённой анальгезии для целей общего или местного обезболивания был П. П. Подъяпольский (1915). На Украине этот метод впервые был применён в гинекологической клинике А. П. Николаевым (1923), в хирургической и гинекологической клиниках — нами и Г. 3. Вельвовским (1923), а затем неоднократно применялся другими нашими сотрудниками». Как показывают последние исследования, «метод Вельвовского», основанный на естественнонаучной традиции биомедицинских исследований в духе Бехтерева и его последователей, имеет целый ряд черт сходства и, предположительно, основывался также и на использовании традиционных, народных обычаев родовспоможения.
Первые советские публикации в области психотерапевтического обезболивания при родах в послевоенные годы стали выходить в СССР с конца 1940-х — начала 1950-х. В 1950 г. результаты этих прикладных исследований были представлены за пределами СССР, что повлекло заимствование «метода Вельвовского» за границей и дало старт аналогичным разработкам, широко известным в наши дни как «метод Ламаза».
В области возрастной, педагогической и общей психологии, после того, как значительная часть группы психологов переехала в Москву, оставшиеся в Харькове В. И. Аснин, О. М. Концевая (оба скончались в 1956 г.), П. И. Зинченко и их сотрудники продолжали интенсивные исследования в области психологии воли, памяти, инженерной психологии и развивающего обучения (известная также как система Эльконина — Давыдова) на базе Харьковского педагогического института им Г. С. Сковороды (под руководством Ф. Г. Боданского и В. В. Репкина), а также Харьковского педагогического института иностранных языков и Харьковского университета (под руководством Зинченко, позднее Г. К. Середы). 5 сентября 2000 г. был создан факультет психологии (деканом которого по 2008 г. был Лактионов Александр Николаевич).

## Работы представителей школы
Сборники статей
на украинском и русском:
- Научные записки Харьковского государственного педагогического института иностранных языков: Том I, 1939
- Наукові записки Харківського державного педагогічного інституту (Научные записки Харьковского педагогического института); Том I, 1939; т. VI, 1941
- Праці республіканської наукової конференції з педагогіки і психології, 1941
- Наукові записки інституту психології УРСР, тт. I—IX, Київ, 1949—1959

in English (special journal issues & selected papers):
- Soviet psychology, 1979—1980, 18 (2) (early period, 1930-40s: Zaporozhets, Asnin, Khomenko, Lukov, Bozhovich, Zinchenko, Gal’perin),
- Soviet Psychology, 1983-84, 22(2) (1939: Zinchenko, P. I. The problem of involuntary memory, 55-111).
- Journal of Russian and East European Psychology, 1994, 32 (2) (postwar period, (1950-90s: Sereda, Ivanova), and
- Journal of Russian and East European Psychology, 2003, 41 (5) (developmental teaching in Kharkov, 1960-1990s: Repkin, Dusavitskii)
- Journal of Russian and East European Psychology, 2008, 46, (5-6) (P.I. Zinchenko’s psychology of memory)
- Journal of Russian and East European Psychology, 2011, 49, (1) (G.K. Sereda’s legacy in psychology of memory research)
- Journal of Russian and East European Psychology, 2011, 49, (3) (P.I. Zinchenko’s legacy in contemporary psychological research)